# 황철순
황철순(1983년 9월 1일 ~ )은 대한민국의 피트니스 트레이너 겸 방송인이다.

## 수상 경력
- 2012년 머슬마니아 피트니스 아메리카 대회 세계챔피언
- 2010년 라스베가스월드챔피언쉽 보디빌딩대회 라이트급 세계챔피언

## 출연작

### 방송
- OBS 《건강버라이어티 올리브》
- KBS2 《VJ 특공대》
- SBS 《놀라운 대회 스타킹》
- KBS2 《리빙쇼 당신의 여섯시》
- tvN 《E NEWS》
- QTV 《러브택시》
- 온게임넷 《온게임넷 스페셜 - 방탈출3 리얼캠프》
- tvN  《화성인 X파일》
- Story On 《다이어트 워 6》
- tvN 《코미디 빅리그》징맨
- 온게임넷 《켠김에 왕까지》
- 온게임넷 《In & Out 시즌 1》
- 온게임넷 《갤럭시노트3배 전국민 모두의마블 대회》
- tvN 《SNL 코리아 (시즌 5)》
- MBC 《기분 좋은 날》

### 드라마
- 《드라마 페스티벌 - 수사부반장》(MBC, 2013년)
- 《모던파머》(SBS, 2014년)
- 《오 마이 비너스》(KBS2, 2015년)